# Leptotarsus (Macromastix) minor
Leptotarsus (Macromastix) minor is een tweevleugelige uit de familie langpootmuggen (Tipulidae). De soort komt voor in het Australaziatisch gebied.